# Ting Jiang
Ting Jiang (kinesiska: T’ing Chiang, T’ung Chiang) är ett vattendrag i Kina. Det ligger i den sydöstra delen av landet, 1 700 km söder om huvudstaden Peking.